# Min Tanaka
Min Tanaka (田中泯 Tanaka Min?, n. Shōji Tanaka, 10 martie 1945, Chōfu) este un actor, coreograf, dansator butoh și artist performance din Japonia. Ca dansator butoh, doar fondatorul stilului, Tatsumi Hijikata, îi este considerat superior.

## Biografie
Fiul unui polițist, Tanaka s-a născut prematur (a avut la naștere 1.000g) în timpul zilei marelui bombardament incendiar american asupra orașului Tokio din 10 martie 1945. În timpul copilăriei, Tanaka a jucat baschet, ajungând la 18 ani să fie chiar și considerat pentru echipa națională care se pregătea pentru Jocurile Olimpice de vară din 1964, dar ulterior s-a dedicat dansului, mai întâi balet clasic și apoi dans modern.
A studiat (fără să termine) la Tokuo Kyōiku Daigaku (Universitatea Pedagogică).
În 1970 s-a alăturat trupei de dans Hiraoka Shiga Dance Company, dar după ce a fost dat afară din Asociația Japoneză de Dans Modern în 1972 (pentru că a dansat gol pe scenă), Tanaka a început să danseze solo.
În 1978 este unul dintre fondatorii așa-numitului Laborator Shintai Kishō (mișcare de dans butoh), iar în 1981 al trupei de dans Maijuku. În 1985 lansează colectivul de dans Ferma Shintai Kishō în satul Hakushū, Prefectura Yamanashi.
A fost unul dintre invitații speciali ai programului artistic ținut în legătură cu Jocurile Olimpice de iarnă din 1994 de la Lillehammer.
În 2000 înființează trupa de dans Tokason.
În 2006 coregrafiază opera Flautul fermecat de Mozart pentru Opera de Stat din Olanda la Festivalul de Muzică de la Salzburg, Austria.
În 2008 participă la Trienala de Artă din Yokohama.
A colaborat cu compozitori precum Luciano Berio, Werner Henze, Toshi Ichiyanagi, Cecil Taylor, Milford Graves, Derek Bailey, John Cale, Aki Takahashi și Felix Laiko, artiști vizuali precum Giorgio Turcatto, Karel Appel, Noriyuki Haraguchi și Richard Serra, scriitori precum Susan Sontag, Kenji Nakagami și Colin  Wilson.

## Filmografie
- Tasogare Seibei („Samuraiul apusului de soare”), 2002
- Kakushiken oni no tsume, 2004
- La Maison de Himiko, 2005
- Chikatesu ni notte („Călătorind cu metroul”), 2006
- Tetsukon Kinkuriito, 2006
- Umihiko Yamahiko Maihiko, 2007
- Heaven's Door, 2010
- Hagetaka, 2007
- Ryōmaden, 2010
- Kyoto Story, 2010
- Youkame no semi, (titlu englez „Rebirth”), 2011
- Hokaibito - Ina no Seigetsu (film documentar), 2011
- Gaiji keisatsu, 2012
- Ronin: 47 pentru răzbunare, 2013

## Premii și distincții
- Premiul Asociației Criticilor de Dans din Japonia, 1979
- Cea mai bună performanță, Festivalul de Teatru, München, 1982
- Cavaler al Ordre des Arts et des Lettres, Franța, 1990
- Premiul Asociației Criticilor de Dans din Japonia, 1995
- Premiul Cultural Suntory pentru Cultură Regională, 1995
- Premiul Cultural al Nihon Zeirishi Kyodokumiai, 1996
- Premiul Asociației Criticilor de Dans din Japonia, 1998
- Premiul pentru Cel Mai Bun Actor în Rol Secundar, Premiul Academiei de Film din Japonia, 2003 pentru rolul din filmul Tasogare seibei (2002)
- Premiul Debutul Anului, Premiul Academiei de Film din Japonia, 2003 pentru rolul din filmul Tasogare seibei (2002)
- Premiul Asahi pentru Arte Teatrale, 2006
- Premiul Kirin Dance Support, 2006
- Marele Premiu Enku, 2012[6]